# Lijst van Belgische adelsverheffingen 2004
Personen die in 2004 in de Belgische adel werden opgenomen of een adellijke titel verwierven.

## Baron
- Marcel Crochet, erfelijke adel en persoonlijke titel van baron
- Jean Cuvelier, erfelijke adel en persoonlijke titel van baron
- Pierre de Maret, erfelijke adel en persoonlijke titel van baron
- Willy Legros (1940- ) erfelijke adel en de persoonlijke titel baron.
- André Oosterlinck, erfelijke adel en persoonlijke titel van baron
- Jacques Planchard, erfelijke adel en persoonlijke titel van baron
- Tony Vandeputte, erfelijke adel en persoonlijke titel van baron
- Eric van Weddingen, erfelijke adel en persoonlijke titel van baron
- François Duesberg, erfelijke adel en persoonlijke titel van baron

## Barones
- Léonie Cooreman gezegd Annie Cordy, persoonlijke adel en titel van barones
- Francine de Nave, persoonlijke adel en titel van barones
- Karin Gérard, persoonlijke adel en titel van barones
- Elisabeth Lhoist, persoonlijke adel en titel van barones
- Tony Martens, persoonlijke adel en titel van barones

## Ridder
- Robrecht Dewitte, erfelijke adel en persoonlijke titel van ridder

## Jonkheer
- Vincent Berghmans, erfelijke adel
- Jacques Berghmans, erfelijke adel